# Wyrostek zębodołowy

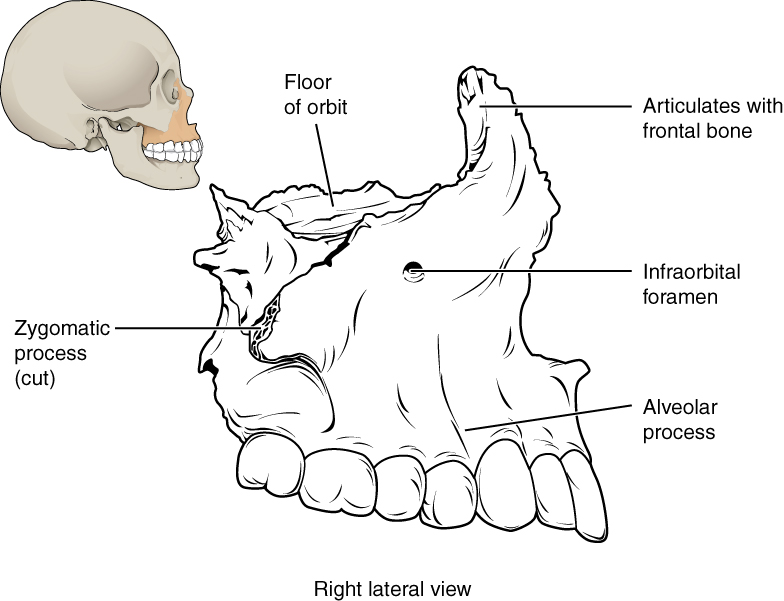
Prawa kość szczękowa człowieka. Wyrostek zębodołowy podpisany Alveolar process.

Wyrostek zębodołowy (łac. processus alveolaris) – część kości szczęki, w której osadzone są zęby. Zęby tkwią (wklinowanie) w zębodołach, oddzielonych od siebie przegrodami zębowymi. W zębodołach zębów wielokorzeniowych znajdują się również przegrody międzykorzeniowe.
Pojęcie „wyrostek zębodołowy” odnosi się jedynie do szczęki. Analogiczna część trzonu żuchwy, w której osadzone są zęby, nazywana jest częścią zębodołową (pars alveolaris).